# Hermann Merxmüller

Hermann Merxmüller

Hermann Merxmüller (* 30. August 1920 in München; † 8. Februar 1988 ebenda) war ein deutscher Botaniker. Sein offizielles botanisches Autorenkürzel lautet „Merxm.“

## Leben und Wirken
Merxmüller interessierte sich früh für die heimische Flora, studierte nach dem Wehrdienst im Zweiten Weltkrieg ab 1946 Biologie und speziell Botanik an der Ludwig-Maximilians-Universität München und wurde 1951 über Pflanzengeographie in den Alpen promoviert. Danach war er an der Bayerischen Botanischen Staatssammlung und befasste sich als Assistent des Direktors Karl Suessenguth mit der Flora von Namibia, das er ab 1957 mehrfach besuchte. Er war ab 1955 Konservator, ab 1956 Leiter und (nach Tätigkeit an der FU Berlin und der Universität Zürich) ab 1958 Direktor der Botanischen Staatssammlung und außerordentlicher Professor für Systematische Botanik an der LMU München, an der er auch zeitweise Dekan der Naturwissenschaftlichen Fakultät war. Außerdem war er ab 1969 Direktor des Botanischen Gartens in München. 1985 wurde er emeritiert, da er aufgrund von Diabetes stark sehbehindert war. Sein Grab befindet sich in einer kleinen Urnenhalle auf dem Münchner Waldfriedhof.
Er befasste sich mit der Gattung Hieracium und der Familie der Compositae, dargelegt in seinen Compositenstudien (11 Bände, 1950 bis 1984). Er entdeckte mehr als 100 neue Blütenpflanzenarten in Afrika. Neben Afrika lag sein Schwerpunkt in Alpenflora und mediterraner Flora. In Namibia arbeitete er mit dem Botaniker Willy Giess zusammen, der ab 1968 die Zeitschrift Dinteria zur Flora Namibias herausgab, und mit vielen anderen südafrikanischen Botanikern.

## Ehrungen

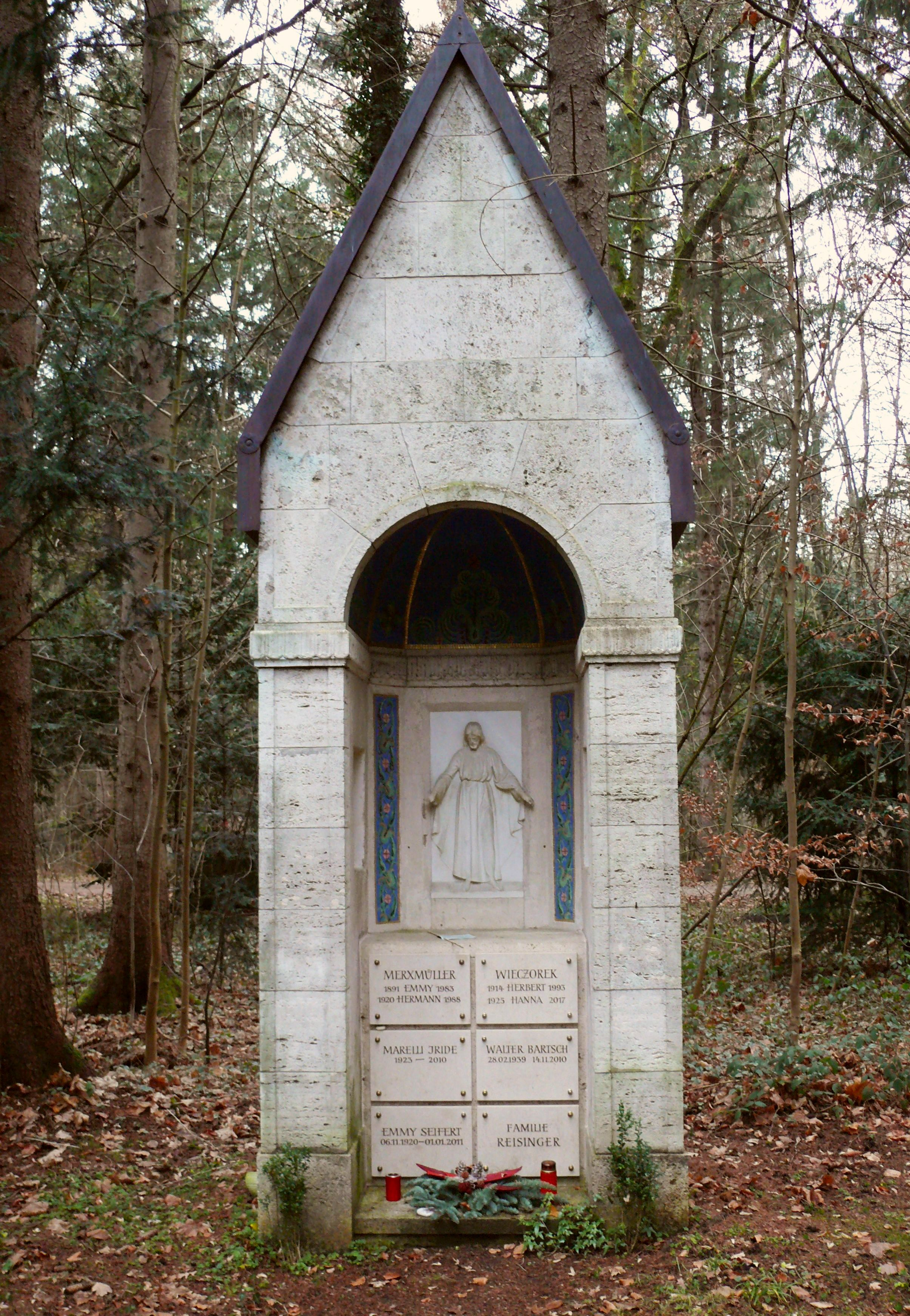
Grab im Waldfriedhof München.

Viele Arten und speziell die Gattung Merxmuellera Conert aus der Familie der Süßgräser (Poaceae) sind nach ihm benannt.
1965 wurde er zum Mitglied der Leopoldina und der Bayerischen Akademie der Wissenschaften gewählt. Er war seit 1937 Mitglied der Bayerischen Botanischen Gesellschaft und deren Ehrenpräsident. Er erhielt die Jubiläumsmedaille der Nationalen Botanischen Gärten Südafrikas und 1983 den Bayerischen Verdienstorden.

## Schriften
- mit Gustav Hegi: Alpenflora: die wichtigeren Alpenpflanzen Bayerns, Österreichs und der Schweiz, 24. Auflage, Parey 1976
- mit Karl Suessenguth u. a.: Prodromus einer Flora von Südwestafrika, 1966 bis 1972
- mit Heinrich Nothdurft: Kräuter und Stauden, Richard Kräusel (Hrsg.), Mitteleuropäische Pflanzenwelt, Band 1, Hamburg, Kronenverlag, 2. Auflage, 1957
- Sträucher und Bäume, Mitteleuropäische Pflanzenwelt, Band 3, Kronenverlag, 3. Auflage 1960

Er war Mitherausgeber der Fortschritte der Botanik im Springer Verlag.